# Bayadera continentalis
Bayadera continentalis är en trollsländeart som beskrevs av Syoziro Asahina 1973. Bayadera continentalis ingår i släktet Bayadera och familjen Euphaeidae. IUCN kategoriserar arten globalt som livskraftig. Inga underarter finns listade i Catalogue of Life.